# Centre de physique des particules de Marseille
Le Centre de physique des particules de Marseille (CPPM) est une unité mixte de recherche (UMR7346) relevant de l'Institut national de physique nucléaire et de physique des particules du CNRS et d'Aix-Marseille Université. Implanté sur le campus universitaire de Marseille Luminy et comprenant environ 180 personnes, le CPPM est un laboratoire de physique fondamentale expérimentale. 
Les recherches conduites sont à la croisée des deux infinis — l’infiniment petit et l’infiniment grand — de l’étude des composantes élémentaires de la matière à l’exploration du cosmos. Le CPPM conçoit et réalise des systèmes de détection à la pointe de la technologie, opérant souvent dans des conditions extrêmes : sous la mer, dans l’espace ou sous la terre. La majeure partie des recherches se poursuivent au sein de collaborations internationales. Ce laboratoire participe au partage des connaissances avec ses pairs par des rencontres scientifiques ainsi qu'à la diffusion des connaissances avec la sensibilisation des jeunes aux sciences, la formation des jeunes par et pour la recherche, la valorisation des résultats et le transfert technologique à d'autres laboratoires ou à des industriels.
Toutes les activités du CPPM reposent sur des valeurs éthiques, déontologiques et d'intégrité, avec la dimension science et société. Le CPPM s'engage à mener des recherches dans le cadre de la science ouverte, à promouvoir la diversité et l'inclusion sur le lieu de travail et à préserver l'environnement.

## Domaines de recherche
Les domaines de recherche du Centre de Physique des Particules de Marseille sont les suivants :

### La physique des particules ou l'infiniment petit
La physique des particules étudie les constituants élémentaires de la matière et ses interactions fondamentales. Un des enjeux majeurs de ces dernières années concerne la quête du boson de Higgs, pilier essentiel du Modèle Standard pour expliquer l’origine de la masse des particules. La recherche de nouvelle physique représente un autre enjeu essentiel. 
Le CPPM participe à plusieurs expériences installées auprès du LHC au CERN à Genève : 
- l'expérience Atlas : le CPPM a contribué à la mise œuvre du détecteur à pixels, du calorimètre électromagnétique, du système de déclenchement et des infrastructures logicielles et de calcul et participe aux analyses de physique.
- l'expérience LHCb : le CPPM contribue à la mise en œuvre du calcul distribué avec le projet DIRAC, aux analyses de physique ainsi qu'au système de déclenchement.

### La cosmologie observationnelle ou l'infiniment grand
La cosmologie est l’étude de l’Univers et de son évolution depuis le Big-Bang. L’Univers semble être dominé aujourd’hui par de la matière noire et de l’énergie noire (seulement 5% de matière ordinaire dans l’Univers), et un des défis actuels est de comprendre la nature de ces composants sombres.
Les motivations scientifiques du groupe de recherche du CPPM sont directement liées aux grandes questions ouvertes de la cosmologie moderne qui sont à la frontière de la physique fondamentale étudiée dans les grands accélérateurs.
- La mission spatiale Euclid de l'ESA : le CPPM est responsable de la caractérisation des détecteurs infrarouges de vol et de leur électronique pour préparer les calibrations en vol.
- Le projet LSST photographiera systématiquement le ciel durant 10 ans et observera plus de 10 milliards de galaxies. Le CPPM est responsable de la coordination technique du système échangeur de filtres qui est l’une des composantes de la caméra de LSST.

### Les astroparticules ou l'infiniment grand vu par l'infiniment petit
Les astroparticules concernent le domaine de recherche qui étudie les phénomènes les plus violents de l’Univers par l’observation des particules cosmiques de haute énergie qui bombardent la Terre, comme les photons ou les neutrinos. Cette discipline récente permet également de traquer la mystérieuse matière noire, dont la signature peut être observée dans les rayons cosmiques.
- ANTARES et KM3NeT, détecteurs sous-marins à neutrinos en Méditerranée.
- HESS/CTA, réseaux de télescopes Cherenkov, pour mesurer les photons de très haute énergie venus de l'Univers,.

### Des activités de recherche interdisciplinaire et d'applications sociétales sont également exercées au CPPM
Le groupe imXgam – imagerie X et gamma – du CPPM développe une activité de recherche interdisciplinaire dans le domaine de la physique des particules appliquée à d’autres thématiques. Partant des technologies de détection de particules, d’acquisition et d’analyse de données développées pour la physique fondamentale, l’activité du groupe imXgam a pour objectif d’étudier et de démontrer, ou d’invalider, l’apport d’une technologie nouvelle dans une thématique différente de la physique des hautes énergies comme l’imagerie biomédicale ou la cristallographie. Des chercheurs du CPPM sont impliqués dans des projets fortement interdisciplinaires liés au management des grandes masses de données "big data", dans des applications médicales, des mesures de la vitesse des gaz par ultrasons ainsi que dans le développement des technologies sous-marines. 

## Distinctions
- Cristal du CNRS : Pierre Delpierre, 1996
- Grand Prix Chauvin Arnoux de la Mesure : Pierre Delpierre, 1999
- Prix de la culture scientifique et technique du Ministère de l'Éducation[16] : Claude Vallée, 1999
- Chevalier de la Légion d'Honneur[17] : Jean-Jacques Aubert, 2006
- Médaille d'Argent CNRS[18] : Alexandre Rozanov, 2008
- Médaille de Bronze CNRS[19] :  Justine Serrano, 2012
- Cristal du CNRS[20] : Jean-Pierre Cachemiche, 2013
- Prix SFP Joliot-Curie[21] : Fabrice Hubaut, 2013
- Prix Yves Rocard de la SFP[22] : Bernard Dinkespiler, Pierre Delpierre, Christian Morel, 2015
- Bourse L'Oréal-UNESCO[23] : Alice Pisani, 2016
- Prix Georges-Charpak de l'Académie des Sciences : Justine Serrano, 2017
- Cristal collectif du CNRS[24] : Patrick Lamare, Sylvain Henry, Pascale Keller, Michel Ageron, Jürgen Brunner, Stephane Theraube, Damien Tezier, Michel Billault, Alain Cosquer et Laurence Caillat, 2018
- Cristal collectif du CNRS[25] : Patrick Breugnon, Fabrice Gallo, Pierre Karst, Aurélien Marini ainsi que huit collègues d'autres laboratoires, 2021
- Médaille de Bronze CNRS[26] : Elisabeth Petit, 2022
- Médaille de Bronze CNRS[27] : Dorothea vom Bruch, 2023
- Médaille de Cristal CNRS[28] : Eric Vigeolas, 2023
- Médaille collective de l'Université d'Aix-Marseille 2023[29]